# Pleurothallis scabripes
Pleurothallis scabripes là một loài thực vật có hoa trong họ Lan. Loài này được Lindl. miêu tả khoa học đầu tiên năm 1839.

## Hình ảnh

- Tập tin:Acianthera purpureoviolacea (as Pleurothallis purpureo-violacea) - Pleurothallis scabripes - Acianthera luteola (as Pl. platycaulis) - Fl.Br.3-4-115.jpg